# Philip W. Sergeant
Philip Walsingham Sergeant (Londra, 27 gennaio 1872 – Guildford, 20 ottobre 1952) è stato uno scrittore e scacchista britannico.
È noto soprattutto come autore di libri di scacchi, ma anche libri di carattere storico. Harry Golombek ha scritto di lui: "Senza alcuna pretesa di essere un forte giocatore, ha fatto parte per molti anni della squadra di scacchi dell'Università di Oxford. Golombek considera A Century of British Chess come il suo miglior libro.
Tra i suoi libri più noti vi sono le biografie e partite di Paul Morphy (Morphy's Games of Chess, 1916), Rudolf Charousek (Charousek's Games of Chess, 1919) e Harry Nelson Pillsbury  (Pillsbury's Chess Career, 1922). 
Nel 1913 vinse una partita contro Capablanca in una simultanea su 28 scacchiere data dal grande campione cubano al City Club di Londra.

## Libri di scacchi
- Morphy's Games of Chess, G. Bell and Sons, London, 1916 (ristampato da Dover nel 1976)
- The Rice Memorial Chess Tournament, New York 1916, British Chess Magazine, Leeds, 1916
- Charousek's Games of Chess, G. Bell and Sons, 1919
- Pillsbury's Chess Career (with W. H. Watts), American Chess Bulletin, 1922
- Morphy Gleanings, David McKay, Philadelphia, 1932 (Ristampato da Dover nel 1973 con il titolo The Unknown Morphy)
- Modern Chess Openings (5th ed.), with R. Griffith and J. H. White, Whitehead & Miller, London, 1933 (6th and 7th editions: 1939, 1946)
- A Century of British Chess, Hutchinson & Co., London; David McKay, Philadelphia, 1934
- The Art of Chess Combination: A Guide for All Players of the Game, David McKay, Philadelphia, 1936
- An Introduction to the Endgame at Chess, David McKay, Philadelphia, 1939

## Altri libri
- Anne Boleyn: A Study, Hutchinson & Co., London, 1923
- Behind the Scenes at the Court of Vienna : the Private Life of the Emperor of Austria from Information by a Distinguished Personage at Court, by Henri de Weindel and Sergeant, John Long, London, and Musson Book Co., Toronto, 1914
- The Burlesque Napoleon; Being the Story of the Life and the Kingship of Jerome Napoleon Bonaparte, Youngest Brother of Napoleon the Great, T. W. Laurie, London, 1905
- The Cathedral Church of Winchester; a Description of its Fabric and a Brief History of the Episcopal See, G. Bell & Sons, London, 1899
- Cleopatra of Egypt, Antiquity's Queen of Romance, Hutchinson & Co., London, 1909
- The Courtships of Catherine the Great, G. Bell & Sons, London, 1905.
- Dominant Women, Hutchinson & Co., London, 1929
- The Empress Josephine, Napoleon's Enchantress, Hutchinson & Co., London 1908
- Gamblers All, Hutchinson & Co., London, 1931
- George, Prince and Regent, Hutchinson & Co., London, 1935
- The Great Empress Dowager of China, Hutchinson & Co., London, 1910
- Historic British Ghosts, Hutchinson & Co., London, 1936
- The Last Empress of the French Being the Life of the Empress Eugenie, Wife of Napoleon III, T.W. Laurie, London, 1907
- Liars and Fakers, Hutchinson & Co., 1925
- The Life of Ann Boleyn, Hutchinson & Co., London, 1923
- Little Jennings and Fighting Dick Talbot: a Life of the Duke and Duchess of Tyrconnel, Hutchinson & Co., London, 1913
- Mrs. Jordan: Child of Nature, Hutchinson & Co., London, 1913
- My Lady Castlemaine, Being a Life of Barbara Villiers, Countess of Castlemaine, D. Estes, Boston, 1911
- The Princess Mathilde Bonaparte, S. Paul and Co., London, 1915
- The Real Francis-Joseph, the Private Life of the Emperor of Austria, by Henri de Weindel and Sergeant, J. Long, London, 1909
- Rogues and Scoundrels, Hutchinson & Co., London, 1924
- The Ruler of Baroda: An Account of the Life and Work of the Maharaja Gaekwar, John Murray, London, 1928
- Witches and Warlocks, Hutchinson & Co., London, 1936